# André Abegglen
Pour les articles homonymes, voir Abegglen.
André Abegglen (né le 7 mars 1909 à Neuchâtel et mort le 8 novembre 1944 à Zurich) est un footballeur suisse qui fit sa carrière avant et pendant la Seconde Guerre mondiale.

## Biographie
Surnommé « Trello », ce redoutable avant-centre compte 52 sélections pour 29 buts en équipe nationale suisse et évolue notamment en clubs au Grasshopper-Club Zurich, Servette de Genève et FC Sochaux de 1934 à 1938, en France.
Le 28 octobre 1934 est gravement blessé lors de la réception du RC Strasbourg. Il devient entraîneur-joueur pour la saison 1935-1936 et est secondé par Paul Wartel, mais les mauvais résultats du FCSM font que Jean-Pierre Peugeot annonce le retour de Conrad Ross dès décembre 1935. Le 26 mars 1936 il se blesse après avoir marqué en quart de finale de la coupe de France contre le SC Fives. À la suite de cette blessure, il devient le premier footballeur à se faire opérer du ménisque.
Il remporte le titre de champion de France 1935 et 1938, la Coupe de France 1937 et une couronne de meilleur buteur du championnat de France 1934-1935 (30 buts en 28 matchs) avec les Francs-Comtois. Le 25 août 1935, il signe 7 buts face à Valenciennes en match de championnat de D1 ; record du genre seulement égalé quelques mois plus tard par le Rouennais Jean Nicolas. En Suisse, il remporte le titre national en 1931 et les Coupes de Suisse 1927, 1932 et 1934 avec le Grasshopper.
Il meurt le 8 novembre 1944 à l'hôpital de Zurich d’une septicémie, conséquence de l’accident ferroviaire de Schüpfheim (de) en octobre 1943 dont il a été victime lors d'un déplacement avec son équipe de La Chaux-de-Fonds. À signaler qu'on évoque aussi André Abegglen sous le nom d'Abegglen III pour le différencier de ses frères Jean (Abegglen I) et Max (Abegglen II), également attaquants suisses.

## Carrière de joueur
- 1924-1926 : FC Cantonal Neuchâtel (Suisse)
- 1926-1927 : Grasshopper-Club Zurich (Suisse)
- 1927-1928 : Étoile Carouge FC (Suisse)
- 1928-1929 : FC Cantonal Neuchâtel (Suisse)
- 1929-1930 : AS Saint-Eugène (Algérie)
- 1930-1934 : Grasshopper-Club Zurich (Suisse)
- 1934-1935 : FC Sochaux (France) D1 - 28 matchs, 30 buts
- 1935-1936 : FC Sochaux (France) D1 - 19 matchs, 16 buts
- 1936-1937 : FC Sochaux (France) D1 - 9 matchs, 5 buts
- 1937-1938 : FC Sochaux (France) D1 - 5 matchs
- 1938-1942 : Servette FC (Suisse) (entraîneur-joueur)
- 1942-1944 : FC La Chaux-de-Fonds (Suisse) (entraîneur-joueur)

## Palmarès
- Division d'Honneur d'Alger : Champion 1930
- Championnat d'Afrique du Nord : Vainqueur 1930
- Champion de Suisse en 1927 et 1931 avec le Grasshopper-Club Zurich
- Vainqueur de la Coupe de Suisse en 1927, 1932 et 1934 avec le Grasshopper-Club Zurich
- Champion de France en 1935 et 1938 avec le FC Sochaux
- Vainqueur de la Coupe de France en 1937 avec FC Sochaux
- Roi des buteurs du championnat de France lors de la saison 1934-1935 (30 buts)
- Champion de Suisse en 1940 avec le Servette FC

## Équipe nationale
- 52 sélections, 29 buts
- Première sélection : Suisse-Suède 2-2, le 6 novembre 1927 à Zurich
- Dernière sélection : Suède-Suisse 1-0, le 14 juin 1943 à Stockholm
- Participations aux coupes du monde 1934 (1/8 finale) et 1938 (1/4 finale)